# Sarah Wickstrom
Sarah Wickstrom (Stuart, 5 aprile 1993) è una pallavolista statunitense.
Gioca nel ruolo di palleggiatrice nel Köpenicker.

## Carriera
La carriera di Sarah Wickstrom inizia nei tornei scolastici della Florida, giocando per la Jensen Beach High School. In seguito gioca a livello universitario, difendendo i colori della Florida State University in NCAA Division I dal 2011 al 2014.
Nella stagione 2015-16 firma il suo primo contratto professionistico in Germania, ingaggiata dal Köpenicker, club impegnato in 1. Bundesliga.